# Cerro Pintado
Cerro Pintado é uma montanha na fronteira Colômbia-Venezuela, nos Andes. 